# طائر المطر (أسطوري)
طائر المطر ( بالإنجليزية Rain Bird ) هو الطائر الأسطوري الذي يجلب المطر في ثقافة الهنود الحمر في الولايات المتحدة في الامريكيتين .

## الاثار
وجد علماء الآثار العديد من التصاميم لطائر المطر في القطع الفخارية التي عثر عليها في مناطق مختلفة من الأمريكيتين .
وقد استعارت شركة Rain Bird الاسم، وهي شركة مختصة بالري .